# Kirûm
Kirûm (auch Kirû; * und † im 18. Jahrhundert v. Chr.) war Tochter des Königs Zimri-Lim von Mari, einem Stadtstaat in Mesopotamien, und Ehefrau von dessen Verbündeten Haya-Sumû von Ilanṣurâ. Ihr Schicksal ist durch mehrere Briefe in den Palastarchiven von Mari bekannt. Darin berichtet sie über ihre Leiden im Harem ihres Ehemannes und den dortigen Streit mit ihrer Schwester Šimatum, was Einblicke in Interna eines königlichen Harems bietet.

## Leben
Vermutlich wurde Kirûm frühestens zwei Jahre nach ihrer älteren Schwester mit Haya-Sumû verheiratet, da sie im Gegensatz zu Šimatum noch während der ersten beiden Regierungsjahre ihres Vaters in dessen Harem Erwähnung fand. Während über die Verheiratung ihrer Schwester nichts bekannt ist, so dass diese auch nicht mit Sicherheit datiert werden kann, fand Kirûms Verheiratung im Rahmen intensivierter diplomatischer Beziehungen zwischen Zimri-Lim und Haya-Sumû statt, die durch diese interdynastische Ehe wohl gefestigt werden sollten.
Für den Anfang ihrer Verbindung berichten ihre Briefe davon, dass sie im Hofstaat ihres Mannes eine herausragende Stellung einnahm.
Nach einiger Zeit scheint sie diese Position jedoch eingebüßt zu haben; dies lag möglicherweise daran, dass ihre ältere Schwester vor ihr einen männlichen Thronfolger geboren hatte und somit in der Hierarchie aufstieg. Nunmehr berichtet sie in ihren Briefen, deren zeitliche Reihenfolge sich nur schwer rekonstruieren lässt, dass Haya-Sumû für politische Entscheidungen ihren Rat nicht eingeholt habe, und vermutet dahinter die Einflussnahme ihrer Schwester auf ihren Mann. Zudem wirft sie Šimatum vor, dass sie ihre Briefe an den gemeinsamen Vater abgefangen habe. Aus einem weiteren Brief geht hervor, dass ihre Schwester Haya-Sumû dazu gebracht habe, ihr sogar mit einer Ermordung zu drohen. Schließlich bat sie ihren Vater mehrfach, sie in die Heimat zurückzubringen, und drohte hierbei mit Suizid.
Nach vermutlich sieben Jahren Ehe forderte sie schließlich von Haya-Sumû erfolgreich eine Scheidung und wurde von ihrem Vater in die Heimat zurückgebracht. Wie die diplomatischen Beziehungen zwischen den beiden Herrschern von da an gesichert wurden, ist nicht geklärt.